# 佩喬雷區

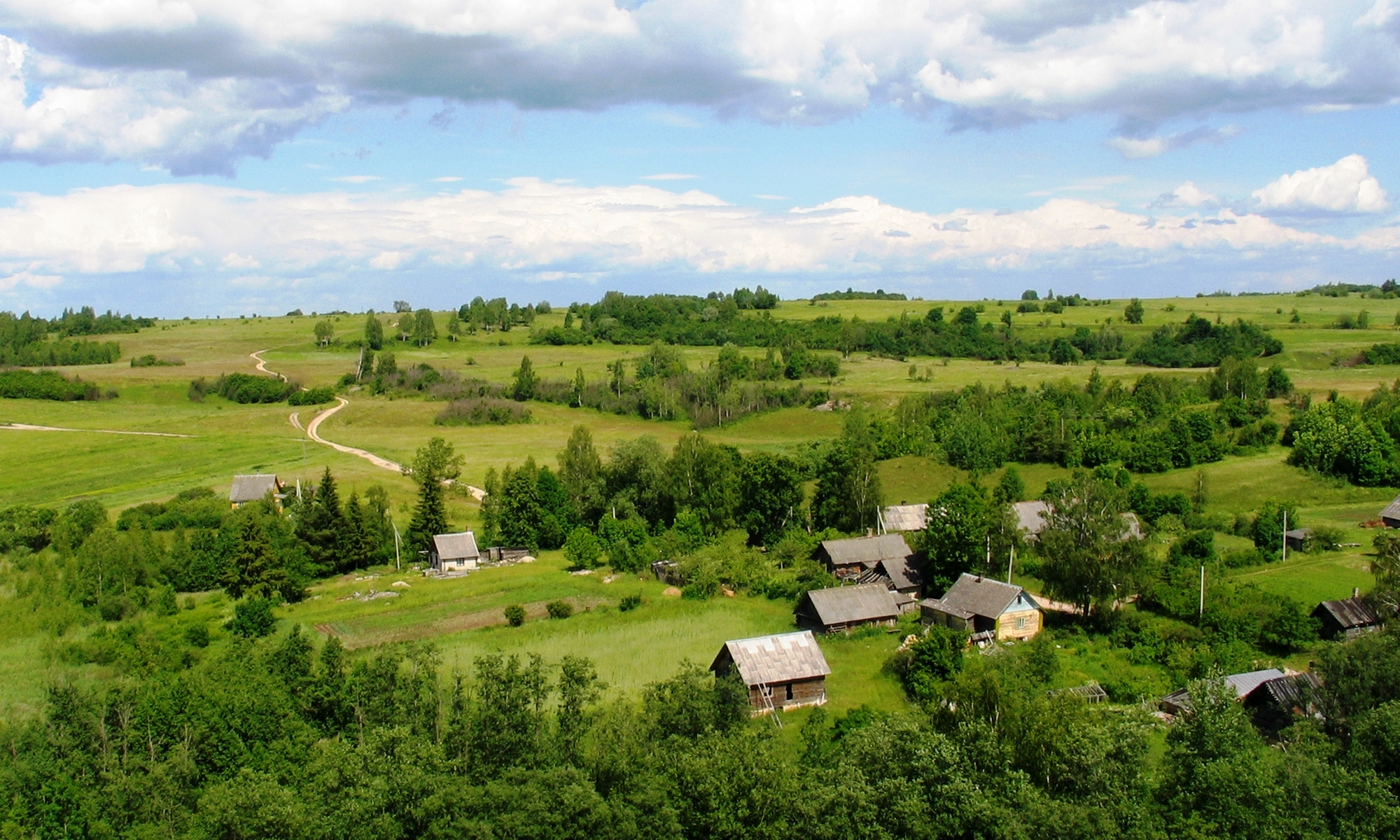

57°49′N 27°36′E / 57.817°N 27.600°E
佩喬雷區（俄语：Печорский район），是俄羅斯的一個區，位於該國西北部，由普斯科夫州負責管轄，始建於1945年1月16日，面積1,251平方公里，2010年人口22,123，人口密度每平方公里17.68人。